# Dancing with a Stranger
«Dancing with a Stranger» — пісня англійського співака Сема Сміта й американської співачки Normani. Вона була випущена під лейблом Capitol Records 11 січня 2019 року. «Dancing with a Stranger» досягла третьої позиції на UK Singles Chart і 7 на Billboard Hot 100 . За межами Великої Британії та США сингл досяг топ-10 у чартах Австралії, Канади, Ірландії, Малайзії, Норвегії, Сінгапуру та Швеції. Очікується, що пісня буде включена до дебютного альбому Normani «713»

## Чарти
| Чарт (2019)                                 | Найвища позиція |
| ------------------------------------------- | --------------- |
| Аргентина (Argentina Hot 100)               | 75              |
| Австралія (ARIA)                            | 6               |
| Австрія (Ö3 Austria Top 75)                 | 38              |
| Бельгія (Ultratop Flanders)                 | 2               |
| Бельгія (Ultratop Wallonia)                 | 3               |
| Канада (Canadian Hot 100)                   | 8               |
| Канада (AC) (Billboard)                     | 27              |
| Канада (CHR/Top 40) (Billboard)             | 2               |
| Канада (Hot AC) (Billboard)                 | 6               |
| Колумбія (National Report)                  | 43              |
| Чехія (IFPI)                                | 65              |
| Чехія (Singles Digitál Top 100)             | 17              |
| Данія (Tracklisten)                         | 3               |
| Euro Digital Songs (Billboard)              | 4               |
| Фінляндія (Suomen virallinen lista)         | 15              |
| Франція (SNEP)                              | 37              |
| Німеччина (Official German Charts)          | 37              |
| Greece International Digital Singles (IFPI) | 7               |
| Угорщина (Rádiós Top 40)                    | 24              |
| Угорщина (Single Top 40)                    | 32              |
| Угорщина (Stream Top 40)                    | 14              |
| Ісландія (Tonlist)                          | 1               |
| Ірландія (IRMA)                             | 4               |
| Італія (FIMI)                               | 50              |
| Японія (Japan Hot 100)                      | 85              |
| Ліван (Lebanese Top 20)                     | 4               |
| Luxembourg Digital Songs (Billboard)        | 6               |
| Малайзія (RIM)                              | 4               |
| Mexico Airplay (Billboard)                  | 1               |
| Нідерланди (Dutch Top 40)                   | 6               |
| Нідерланди (Mega Single Top 100)            | 19              |
| Нова Зеландія (RIANZ)                       | 7               |
| Норвегія (VG-lista)                         | 7               |
| Польща (Polish Airplay Top 100)             | 19              |
| Португалія (AFP)                            | 18              |
| Румунія (Airplay 100)                       | 13              |
| Шотландія (Official Charts Company)         | 2               |
| Сінгапур (RIAS)                             | 2               |
| Словаччина (IFPI)                           | 67              |
| Словаччина (Singles Digitál Top 100)        | 11              |
| Словенія (SloTop50)                         | 4               |
| Іспанія (PROMUSICAE)                        | 66              |
| Швеція (Sverigetopplistan)                  | 8               |
| Швейцарія (Media Control AG)                | 17              |
| Велика Британія (Official Charts Company)   | 3               |
| США (Billboard Hot 100)                     | 7               |
| США (Adult Contemporary) (Billboard)        | 20              |
| США (Adult Top 40) (Billboard)              | 4               |
| США (Hot Dance Club Songs) (Billboard)      | 39              |
| США (Hot Dance Airplay) (Billboard)         | 9               |
| США (Mainstream Top 40) (Billboard)         | 2               |
| США (R&B/Hip-Hop Airplay) (Billboard)       | 39              |

## Сертифікації
| Регіон | Сертифікація | Продажі |
| --- | ------------ | ------- |
| Австралія (ARIA) | 2× Платина   | 140,000 |
| Бельгія (BEA) | Золото       | 20,000  |
| Канада (Music Canada) | Платина      | 80,000  |
| Данія (IFPI Denmark) | Золото       | 45,000^ |
| Італія (FIMI) | Золото       | 25,000  |
| Нова Зеландія (RIANZ) | Платина      | 30,000  |
| Велика Британія (BPI) | Золото       | 400,000 |
| *продажі, що базуються лише на сертифікаціях · ^відвантаження, що базуються лише на сертифікаціях · продажі+прослуховування, що базуються лише на сертифікаціях |              |         |